# آتشاران
آتشاران، روستایی از توابع بخش مرکزی شهرستان اصفهان در استان اصفهان ایران است.

## جمعیت
این روستا در دهستان جی قرار دارد و براساس سرشماری مرکز آمار ایران در سال ۱۳۸۵، جمعیت آن ۱٬۵۰۰ نفر (۳۸۰خانوار) بوده است.